# Kawasaki Z 1000
La Kawasaki Z 1000 (o anche Z 953) è una motocicletta prodotta dalla casa motociclistica giapponese Kawasaki dal 2003 al 2021, riprendendo in chiave neo-classica i modelli senza carena (definiti anche naked) prodotti negli anni settanta dello scorso secolo, in particolare Z-1 del 1973.

## Storia

### Prima serie (2003-2009)

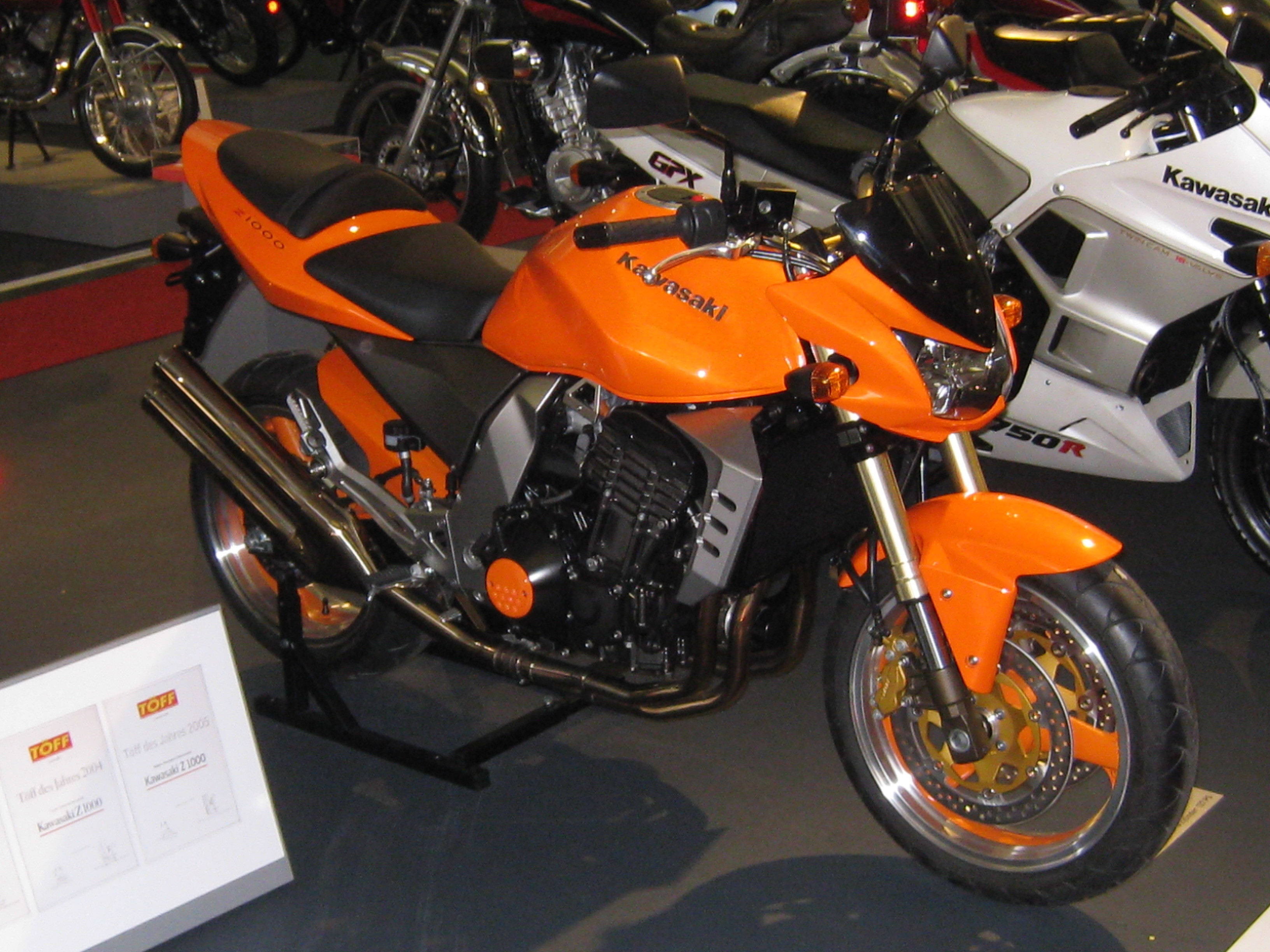
Kawasaki Z 1000 del 2007

Successivamente all'introduzione del nuovo modello che riprendeva l'antica denominazione di Z 1000, avvenuta nel 2003, sono state presentate le versioni di minor cubatura, Z 750 e Z 750S, quest'ultima semi-carenata.
Il motore è basato su quello della sportiva ZX-9R, per adeguarlo alle caratteristiche della nuova naked, l'originale motore di 899 cc è stato modificato sia nell'alesaggio (garantendo un aumento di 54 cc, per un totale di 953 cc) sia nella distribuzione per ottenere più coppia ai regimi intermedi propri dell'utilizzo stradale, facendo così scendere la potenza massima da 141 CV a 11.000 giri a 127 CV a 10.000 giri, grazie anche alla rimozione del voluminoso airbox a presa diretta presente sulla ZX-9R.
Il telaio impiegato è un cosiddetto a diamante in acciaio ad alta resistenza, che vincola rigidamente il motore in tre punti.
La sospensione anteriore è basata su una forcella Showa upside-down (a steli rovesciati) con steli da 41 mm regolabile in precarico e nel freno idraulico in estensione (solo su uno stelo).
La sospensione posteriore impiega un mono-ammortizzatore montato sui leveraggi progressivi, regolabile anch'esso solo in precarico molla ed estensione.
La frenata è garantita da una coppia di dischi a margherita all'anteriore azionati da pinze e relativa pompa radiale nel modello 2007.
Dal 2005 tutti i modelli prodotti sono dotati di immobilizer sulla chiave d'avviamento.
Entrambi i modelli sono stati aggiornati ad inizio 2007, sia esteticamente sia tecnicamente, lasciando tuttavia invariata la cilindrata. Per ovviare ad un noto problema di vibrazioni il motore del modello 2007 è stato montato ancorandolo alla base dei cilindri.

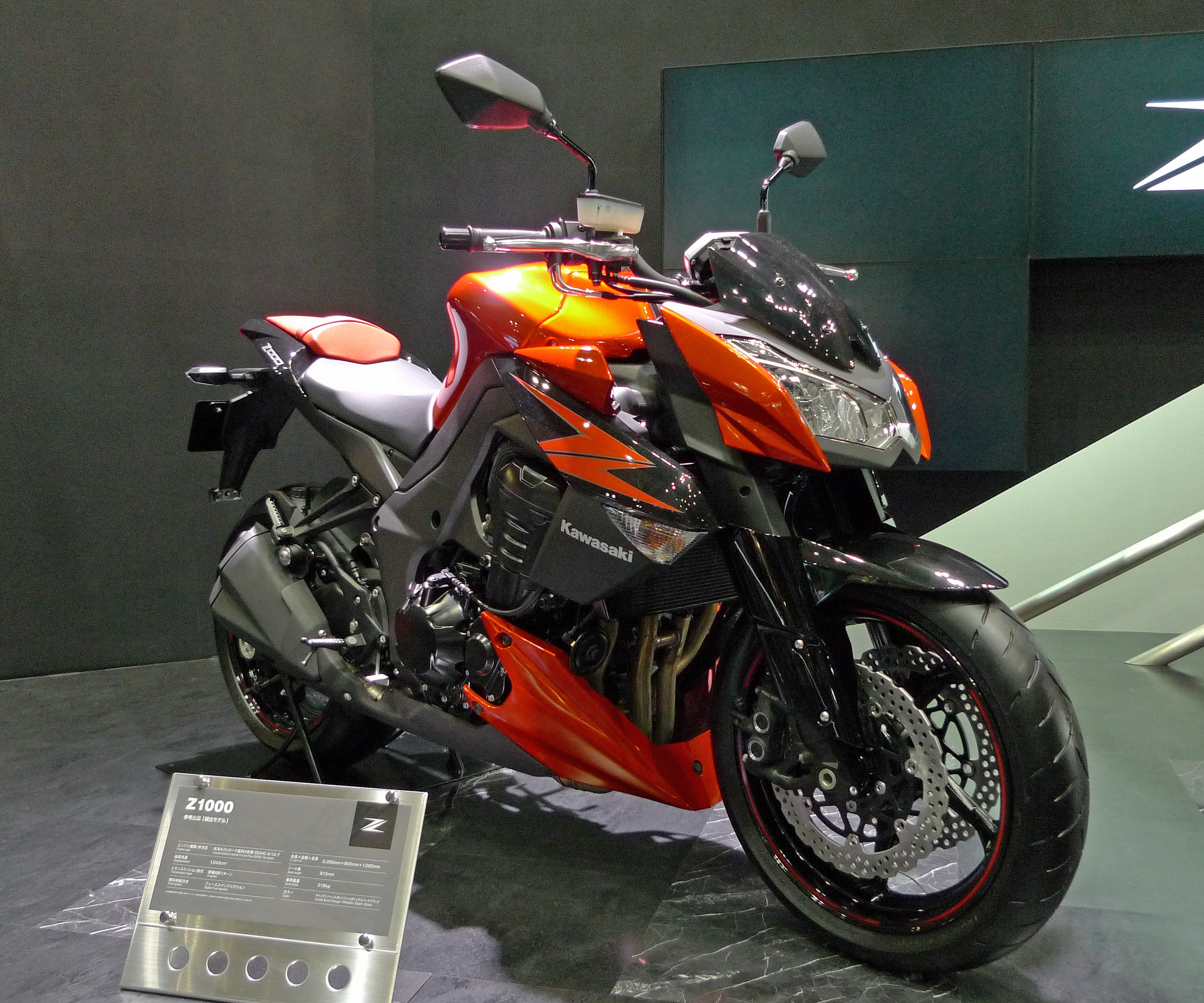
Kawasaki Z 1000 del 2011

Questa serie è stata prodotta fino al 2009, soppiantata dalla successiva serie.

### Seconda serie (2009-2021)
Questa nuova serie viene prodotta dal 2009, con nuovo motore, telaio, carenatura e impianto di scarico.

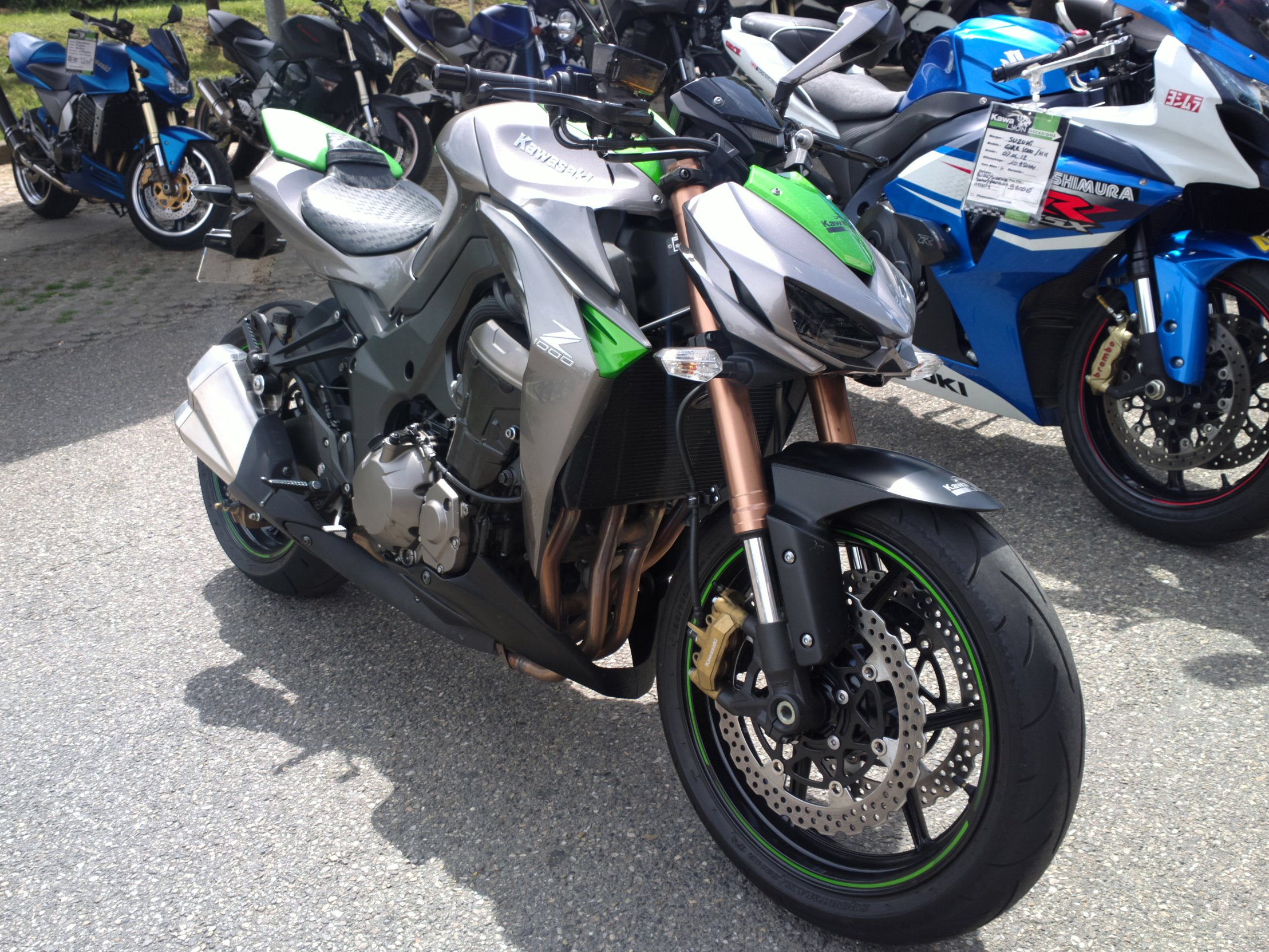
Kawasaki Z 1000 del 2013

All'EICMA 2013 è stata introdotta una nuova versione supernaked, il cui telaio è derivato dalla Z1000 SX, che è in vendita da dicembre dello stesso anno. La moto introduce il nuovo linguaggio stilistico della casa nipponica chiamato Sugomi. Le sospensioni, i freni, il motore e la parte frontale sono state totalmente modificate con i fari anteriori che ora sono a LED. Il motore da 1043 cm³ eroga 142 CV di potenza.
Meccanicamente vi sono nuovi freni della Tokico con nuove pinze e dischi da 31 cm di diametro e le sospensioni sono composte all'anteriore da una forcella della Showa. Gli pneumatici, nuovi anch'essi, di serie montano dei Dunlop all'avantreno da 120/70ZR17 mentre al retrotreno sono da 190/50ZR17.
Nel 2018 arriva la versione speciale Z 1000 R e
Edition.